# Nancy Jelagat
Nancy Jelagat, née en 1986, est une athlète kényane.

## Carrière
Nancy Jelagat remporte le semi-marathon de Boulogne-Billancourt en 2019 puis le marathon de Valence en 2021.